# SP Tableware
SP Tableware (código UCI: SPT) fue un equipo ciclista griego profesional de categoría Continental desde 2009 al 2014.

## Material ciclista
Los proveedores del material ciclista utilizado por el equipo en la temporada 2012 fueron:
- Bicicletas: Ideal
- Componentes: Scicon
- Equipación: SGS

En 2914 pasó a usar bicicletas Eddy Merckx.
Anteriormente durante su primer año como profesional utilizó bicicletas Fondriest.

## Sede
Tuvo su sede en La Canea (3, N.Ionias Str. 73300).

## Clasificaciones UCI
A partir de 2005 la UCI instauró los Circuitos Continentales UCI, donde el equipo está desde que se creó en 2009, registrado dentro del UCI Europe Tour. Estando en las clasificaciones del UCI Africa Tour Ranking y UCI Europe Tour Ranking. Las clasificaciones del equipo y de su ciclista más destacado son las siguientes:
| Año                     | Clasificación por equipos | Mejor corredor en la clasificación individual | Posición |
| 2008-2009 (Africa Tour) | 30.º                      | Ioannis Tamouridis                            | 55.º     |
| 2008-2009 (Europe Tour) | 60.º                      | Alekséi Shchebelin                            | 143.º    |
| 2009-2010 (Europe Tour) | 55.º                      | Ioannis Tamouridis                            | 152.º    |
| 2010-2011 (Europe Tour) | 41.º                      | Ioannis Tamouridis                            | 25.º     |
| 2011-2012 (Africa Tour) | 5.º                       | Ioannis Tamouridis                            | 31.º     |
| 2011-2012 (Europe Tour) | 42.º                      | Ioannis Tamouridis                            | 100.º    |
| 2012-2013 (Africa Tour) | 7.º                       | Víctor de la Parte                            | 24.º     |
| 2012-2013 (Europe Tour) | 61.º                      | Geórgios Boúglas                              | 259.º    |
| 2012-2013 (Asia Tour)   | 42.º                      | Víctor de la Parte                            | 95.º     |

## Palmarés
Para años anteriores, véase Palmarés del SP Tableware

### Palmarés 2014

#### Circuitos Continentales UCI
| Fechas      | Circuito                | Carreras                     | Ganador            |
| 13 de marzo | UCI Asia Tour 2013-2014 | 4.ª etapa del Tour de Taiwán | Ioannis Tamouridis |

#### Campeonatos nacionales
| Fechas      | Carreras                     | Ganador          |
| 28 de junio | Campeonato de Grecia en Ruta | Geórgios Boúglas |

## Plantillas
Para años anteriores, véase Plantillas del SP Tableware

### Plantilla 2014
| Nombre                          | Nacimiento | Nacionalidad | Equipo 2013               |
| Apostolos Bouglas               | 16/03/1989 | Grecia       | SP Tableware Cycling Team |
| Geórgios Boúglas                | 17/11/1990 | Grecia       | SP Tableware Cycling Team |
| Antoniadis Dimitrios            | 29/07/1992 | Grecia       | Neoprofesional            |
| Periklis Ilias                  | 26/06/1986 | Grecia       | SP Tableware Cycling Team |
| Panagiotis Karabinakis          | 26/04/1993 | Grecia       | Neoprofesional            |
| Georgios Karatzios              | 07/11/1990 | Grecia       | SP Tableware Cycling Team |
| Neofytos Sakellaridis Magkouras | 31/01/1989 | Grecia       | SP Tableware              |
| Vasileios Simantirakis          | 01/03/1989 | Grecia       | SP Tableware Cycling Team |
| Ioannis Tamouridis              | 03/06/1980 | Grecia       | Euskaltel Euskadi         |